# MacBook
O MacBook é uma linha de computadores portáteis Macintosh da Apple Inc. lançada originalmente em 16 de maio de 2006 e relançada em 9 de março de 2015. A linha substituiu as marcas PowerBook e iBook durante a transição do Mac para os processadores da Intel anunciada em 2005. A linha atual é composta pelo MacBook Air (2008-presente) e pelo MacBook Pro (2006-presente). Duas linhas intituladas apenas de "MacBook" foram vendidas entre 2006 até 2012 e 2015 até 2019.
O primeiro MacBook utilizava o processador Intel Core Duo e o chipset 945GM, com um gráfico GMA950 integrado da Intel em um front-side bus de 667 MHz. Revisões posteriores do MacBook moveram para o processador Core 2 Duo e o chipset GM965, com um gráfico X3100 integrado da Intel em um front-side bus de 800 MHz. Outras atualizações da linha ocorreram em 2008 e 2010. A atualização promoveu um redesenho do gabinete, sendo fabricado de uma única peça de alúminio ou policarbonato (série white), um trackpad multi-touch de vidro, e chipsets gráficos Nvidia GeForce GT 330M que utilizavam um barramento do sistema de 1066 MHz. Em 20 de julho de 2011, o MacBook foi cancelado para a compra do consumidor em favor do novo MacBook Air.
Em 9 de março de 2015, uma nova linha redesenhada de MacBook foi lançada. Disponível nas cores prateado, dourado ou cinza espacial, é mais fina que o MacBook Air e remove a tradicional porta de carregamento MagSafe (assim como todas as outras portas, exceto a de fone de ouvido) em favor da porta multi-uso USB-C. Além disso, ele também possui uma Tela retina. Em 19 de abril de 2016, a Apple atualizou o MacBook Retina de 12 polegadas com os novos processadores Intel Core M (6ª geração), bateria com duração maior e uma opção na cor ouro rosa.

## MacBook original

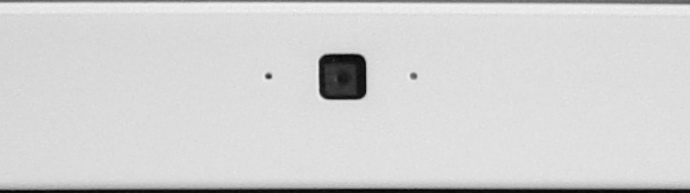
A webcam iSight e o microfone integrados do MacBook.

O MacBook original apresentava mais de um monitor, os LCD widescreens de 13.3"/15.4"/17" Glossy brilhante retroiluminada por LED com uma webcam iSight integrada. Portas de entrada e saída incluem mini-DVI, Ethernet Gigabit 10/100/1000 BASE-T integrada, rede sem fios AirPort Extreme baseado na especificação IEEE 802.11n e compatível com IEEE 802.11a/b/g, duas portas USB 2.0, uma porta Firewire 400 e Bluetooth 2.0 + EDR. As capacidades de som incluem alto-falantes estéreo integrados, microfone omnidirecional integrado, entrada de linha de áudio e saída de fone de ouvido. O MacBook fecha-se com um mecanismo de tranca magnética. O MacBook usa um Scrolling TrackPad. Seu disco rígido é protegido por um Sudden Motion Sensor.
O controlador de memória opera em um modo de dual channel quando RAM é instalada em cada slot. Usando um par de módulos de memória iguais (e.g. 2x1 GiB) é chamado de dual channel interleaved, e teoricamente resulta em melhor desempenho que dual channel assimétrico quando módulos são desiguais. O MacBook também inclui um chip de módulo de Trusted Platform Module.
O MacBook era pré-carregado com o Mac OS X v10.6 Snow Leopard, que inclui o Time Machine, Quick Look, Spaces, Spotlight, Dashboard, Mail, iChat, Safari, Address Book, QuickTime, iCal, DVD Player, Photo Booth, Front Row, iTunes e Ferramentas de Desenvolvimento Xcode. Também há incluído uma cópia do iLife (atualmente a versão iLife'11), que inclui o iPhoto, iMovie, iDVD, iWeb e GarageBand.

### Características
A aparência do MacBook original é aproximadamente baseada na de seu predecessor, o iBook G4. Além do gabinete de cor branca clássica, a Apple oferece um opção de gabinete cor preta premium; ambos os gabinetes são feitos de policarbonato, o termoplástico que a Apple é conhecida por usar em vários de seus produtos. A decisão de duas cores recebeu algumas criticas porque a base do modelo preto tinha originalmente um custo de USD$150 a mais que o modelo branco comprado com as mesma configurações. Com a última revisão de preço, isto foi reduzido para US$100.
A Apple deixa claro que as baterias internas de polímero de lítio de 63.5 watts/hora tem produtividade total de até 10 horas com wireless ativo, claro que dependendo da quantidade de carga de tarefas realizadas pelo macbook essa estimativa pode cair pela metade, porém é um número bastante respeitável diante dos demais notebooks de outras marcas que a bateria dura em média 2horas.
O MacBook foi o primeiro portátil da Apple a apresentar um monitor brilhante. São ditas que as diferentes propriedades reflexivas dos monitores brilhante aumentam a saturação das cores quando comparadas com monitores anti-reflexo. O monitor tem um ângulo de visão mais limitado que monitores anti-reflexo[carece de fontes?] e pode refletir brilhos de luz. As primeiras versões dos MacBooks baseados em Intel eram notados por terem telas muito baratas, fazendo deles incapazes de usar milhões de cores prometidas pela Apple. Isso parece ter sido retificado e a Apple resolvido com um processo em corte. O defeito foi devido a o uso de telas LCD Twisted nematic de 6-bit ao invés de uma tecnologia mais moderna. Foi parcialmente ocultado através do uso criativo de dithering.

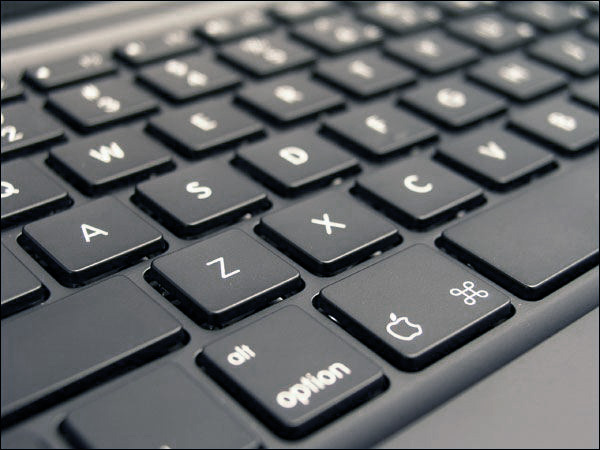
Antigo teclado preto do MacBook.

O MacBook também apresentava um novo design de teclado encolhido. Diferentemente os teclados do iBook, PowerBook G3 e PowerBook Titanium, ele não é removível; ao invés, cada tecla é individualmente integrada ao gabinete com mais ou menos 1.5 mm entre as teclas vizinhas. Isso é ostensivamente pretendido para dar ao teclado uma sensação mais resistente e evitar o contato do teclado com a tela quando fechado. Com a revisão do final de 2007, o teclado submeteu-se a um re-design ligeiro de funções oferecidas e agora espelha ligeiramente o teclado vendido com o iMac incluindo os mesmos atalhos, removendo-se o teclado numérico virtual embutido e o símbolo da Apple das teclas de comando. O esquema de cores para as teclas e rótulos é branco com letras cinzas para o modelo branco, e preto com letras brancas para o modelo preto.

### Gráficos integrados
Os MacBooks utilizavam processadores gráficos NVIDIA GeForce 320M com 256MB de SDRAM DDR3 compartilhada, agora apresentando um rendimento gráfico muito superior aos antigos que usavam chipsets Intel e aos concorrentes que ainda os usam.
O MacBook usava um processador gráfico integrado Intel GMA X3100. O chipset gráfico integrado da Intel foi criticado no passado por ser incapaz de operar tarefas graficamente intensas como um jogo 3D complexo e outro processos que dependam muito da GPU. Entretanto, o GMA X3100 é capaz de reproduzir alguns jogos e de renderizar o Aero GUI quando executando o Windows Vista.
A Apple usava os gráficos integrados da Intel como uma medida de corte de custos, como o chipset Intel GMA é mais barato que a maioria das soluções GPU discretas da ATI e nVidia. Enquanto que o Intel GMA x3100 falta memória de vídeo dedicada, ele é altamente otimizado para reprodução de vídeo e requer menos força para operar que a maioria dos chipsets ATI e nVidia.
Pontos de referência comparando o MacBook e MacBook Pro indicam que a inclusão de um solução de vídeo dedicada teria colocado o desempenho da linha orientada para "consumidor" ao desempenho da linha mais cara "professional".

### Suportabilidade do usuário
O MacBook é diferente de seu predecessor iBook em termos de suportabilidade do usuário. A Apple fez com que a desmontagem seja mais fácil comparada a do velho iBook, que requer a remoção de muitos componentes como os escudos EMI para obter qualquer coisa, enquanto que o MacBook requer simplesmente a remoção do casco externo para acessar praticamente qualquer componente interior. O disco rígido interno e a RAM do MacBook são agora facilmente acessíveis atráves da parte inferior da unidade. Além disso, no Macbook, a Apple considera que a RAM e disco rígido são partes substituíveis pelo usuário, significando que tais partes podem ser substituídas por usuários sem violação de qualquer termo de garantia. A Apple fornece uma direção passo a passo de como substituir o disco rígido e RAM. Em contraste, a substituição do disco rígido do MacBook Pro é mais difícil, sendo necessária a desmontagem por um fornecedor de serviço autorizado para prevenir um risco de violação de garantia.

### Defeitos de fabricação
Alguns donos de MacBook mais antigos reclamaram de descoloração, que aparecia na área de descanso das mãos de seus MacBooks. A Apple reconheceu o defeito e substitui a parte. Houve várias reclamações de clientes que tiveram a base do gabinete do MacBooks rachada após semanas ou meses de uso cuidadoso devido à baixa qualidade do plástico e seus parafusos muito apertados. O problema das rachaduras aconteceu tanto em modelos branco como pretos, até mesmo incluindo alguns MacBooks adquiridos no começo de 2008. A política da Apple em relação a esse defeitos de fabricação é fornecer um reparo gratuito para aqueles MacBoks que estiverem sob garantia.
Ambos os modelos de MacBook tiveram problemas de gabinete. O modelo branco tende a ter descoloração, na maioria perto do descanso dos punhos. A Apple lançou mais informações em relação a isso e substituirá o gabinete descolorido. O modelo preto tende a ter um volume extremo de oleosidade. Considerando que o gabinete tem um acabamento matte, isso seria esperado. Muitos usuários reclamaram sobre este problema, mas ele não foi reconhecido pela Apple.

## MacBook 2015

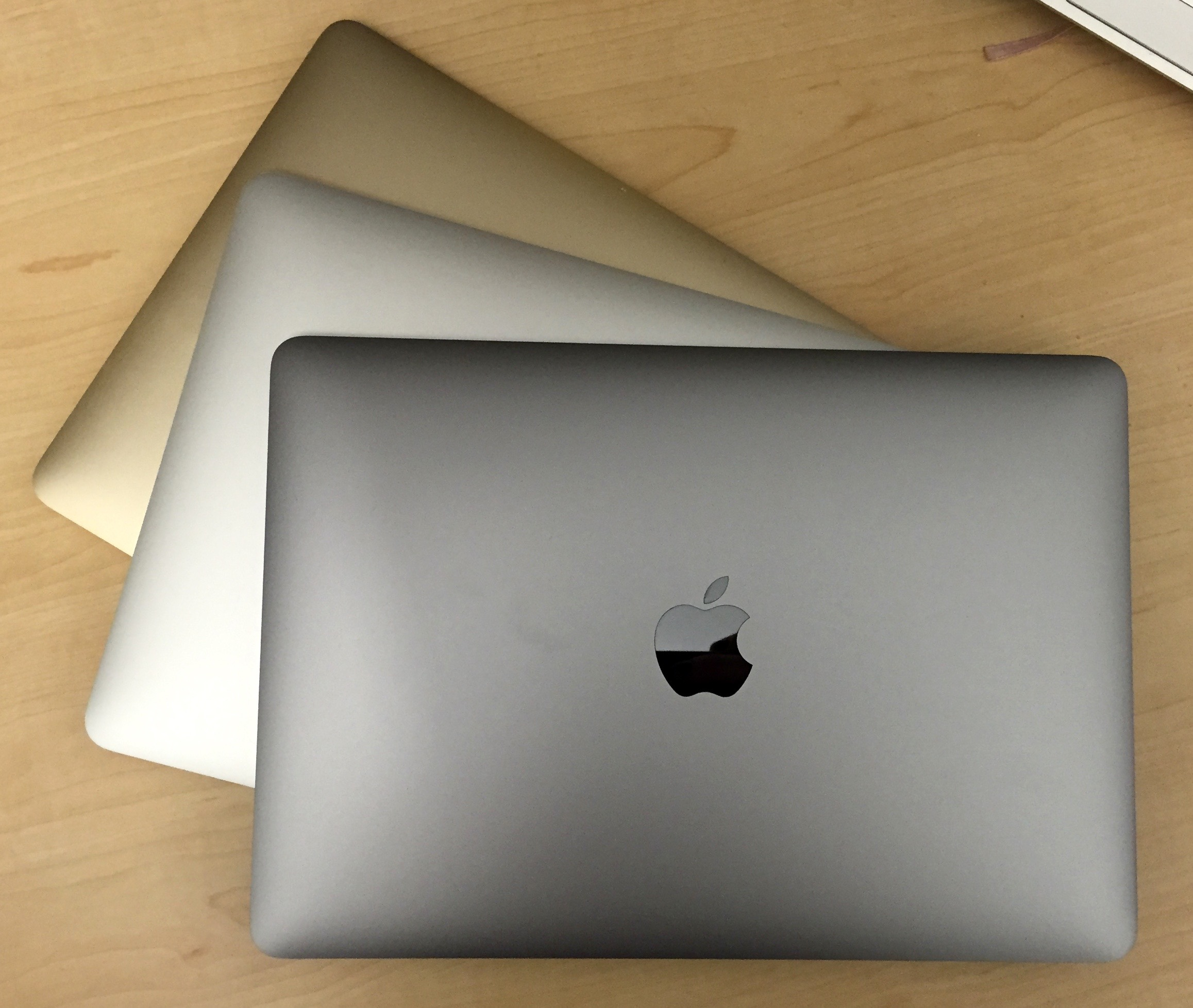
MacBook 2015

No dia 9 de março de 2015 a Apple apresentou o “novo MacBook”. A intenção é oferecer a experiência definitiva de um computador portátil e reinventar o conceito de notebook sustentado até hoje. Entretanto, mesmo com esse anúncio, a Apple não aposentou a linha “Pro” e “Air” de computadores portáteis. Esse novo MacBook vem para preencher a espera de um MacBook Air com Tela retina, algo que era esperado por muitos, mas não aconteceu. Mesmo assim, especula-se que essa nova máquina venha substituir as duas linhas em algum momento no futuro.

### Características
A Apple apresentou o novo MacBook como um dispositivo com 13,1 mm de espessura, pouco mais de 900 gramas e com uma Tela retina de 12 polegadas, com resolução de 2304×1440 pixels. O novo MacBook possui o processador Intel Core M de quinta geração, com clock de 1,1 GHz, suportando até 2,9 GHz em turbo. Ele consome apenas 5 watts de energia, fazendo com que o processador seja extremamente econômico na parte de bateria. O chip gráfico é o Intel Graphics 5300. A versão mais básica traz 8 GB de RAM e 256 GB de SSD — que promete ser duas vezes mais rápido que os SSDs presentes nos outros MacBooks.
A placa lógica do MacBook é 67% menor que a placa mãe do MacBook Air. Ele é o primeiro produto da Apple com ausência total de ventoinhas. O espaço que sobra na carcaça é preenchido com baterias, que garantem até 10 horas de navegação na internet ou 11 horas em reprodução de vídeos no iTunes. As únicas portas disponíveis no novo MacBook são uma única do USB-C e outra saída de áudio 3,5 mm. O novo MacBook possui um novo trackpad, chamado de Force touch que possui quatro sensores com mecanismo tátil que fazem com que o trackpad reconheça diferentes níveis de pressão.